# テレゴング
テレゴングは、NTTコミュニケーションズによって提供されていた日本の電話の付加サービスのひとつ。
2012年5月31日をもってサービスを終了した。

## 概要
テレビなどの放送番組や雑誌媒体などで、視聴者や購読者に対して何らかの設問に対する回答ごとに電話番号を設定し、着信数（＝設問ごとの回答数）を集計する用途に使われる。NTT局内のデジタル交換機内で処理されるため、大量の発信があっても輻輳が発生しない。
2005年4月から個人情報保護法が施行され、個人情報の管理が厳しくなった影響で、はがきに代わる応募方法として使う番組が増加した。
電話番号はテレドームと同じ0180で始まる10桁の番号で、固定電話からは通話料金8.5円が発信者にかかる（受付完了ガイダンスが流れたら回線は自動的に切断される）。NTT東日本・西日本以外の回線（携帯電話やPHS、IP電話など。NTTコミュニケーションズのArcstarダイレクトを含む）からはかけられない。NTT東日本・西日本からでもひかり電話からは発信できない。テレビ画面等に電話番号を表示する際、0120で始まるフリーダイヤルへの間違い電話を防ぐため、「0180-XXXXXX」のように、8が強調表示（大きい文字や色付き文字）されることが多い。
なお、発信できる回数に制限がないため、同一人物が特定番号に連続でかけ続け集計数を操作する恐れもあるので、注意が必要である。
このサービス終了後と前後する形で、このような集計、あるいはプレゼント用の応募には、データ放送の双方向番組や、携帯電話（スマートフォン含む）から指定の電話番号に電話をかけ、音声ガイダンスを聞いたうえでショートメッセージサービスを受け取れる「空電・空電プレミアム」が多用されるようになる。

## 機能
- 集計
  - テレゴングの基本機能。設定番号ごとの着信数をカウントする。
- カットスルー
  - 着信の中から無作為にピックアップし、直接オペレータへ繋ぐ（番組司会者などと会話させる）ことができる。発信元の都道府県を任意に選んでピックアップすることが可能。利用には別途オプション料金が必要。
- カスタマコントロール
  - サービス申込者（放送局など）が所有するPCを使い、テレゴングに対する制御を行える。サービス利用開始/終了指示、カットスルー指示、集計数参照など。

## 使用されていた番組
放送媒体で初めてテレゴングが使用されたのは、ラジオ番組「放送コードレス!山本シュウの激突!!テレファイト!」（ニッポン放送、1993年10月3日放送開始）においてである。またテレビ番組で最初に使われたのは「ウゴウゴルーガ2号」（フジテレビ、1993年10月22日放送開始）とされている。
以下は、過去にテレゴングを利用した企画を放送した番組の一部である。
- トヨタ うわさの調査隊（TBSラジオ）
- 日立 世界・ふしぎ発見!（TBS・2005年4月より1年半続いたが、2006年6月3日放送分から投票システムをテレドームに移行させた）
- 筑紫哲也 NEWS23 (TBS)
- 進め!電波少年（日本テレビ）
- ウッチャンナンチャンのウリナリ!!（日本テレビ）
- ルックルックこんにちは（日本テレビ）
- 国民投票制導入!激闘!秋の（→新春→春の）特番トーナメント（日本テレビ。同局で放送された特別番組の名場面を放送、面白かった方をテレゴングで決めてトーナメントで勝ち抜く番組。『秋』と『新春』は『スーパースペシャル』枠、『春』は『火曜デラックス』枠でそれぞれ放送された）
- 仮面ライダー龍騎スペシャル（テレビ朝日・スペシャルの結末を投票。放送されなかった結末はDVD・ビデオに収録）
- ザ・BINGOスター（テレビ東京･テレゴングBINGOコーナー）
- マル金チャレンジランド（ニッポン放送）
- 古田新太と犬山犬子のサンデーおちゃめナイト（ニッポン放送）

その他

## 外部サイト
- 販売支援ツール（NTTコミュニケーションズ）
  - サービス提供当時の資料がPDFで閲覧できた。